# Giacomo Quagliata
Giacomo Quagliata (sinh ngày 19 tháng 2 năm 2000) là cầu thủ bóng đá chuyên nghiệp người Ý hiện đang thi đấu ở vị trí hậu vệ cánh trái cho câu lạc bộ Serie A Cremonese.

## Sự nghiệp thi đấu
Quagliata ra mắt cho Pro Vercelli trong trận thua 5–1 tại Coppa Italia trước Ascoli vào ngày 10 tháng 8 năm 2020. Tháng 1 năm 2020, anh ta gia nhập Heracles Almelo.
Tháng 7 năm 2022, Quagliata quay trở lại Ý và gia nhập Cremonese.